# وزارة العدل (جزر القمر)
وزارة العدل والشؤون الإسلامية والإدارة العامة وحقوق الإنسان بجزر القمر، تتولى هذه الوزارة مسؤولية الإصلاحات القانونية بالبلاد، والتي من شأنها أن تعمل على تحسين نظام العدالة في جزر القمر. يعاونها كل من: قوات الحكومة الاتحادية، جيش التنمية الوطنية، والدرك. وعندما يقوم الأخير بمهام الشرطة القضائية، فإنه يكون تابعًا لوزير العدل. وعلى الرغم من وجود اللجنة الوطنية لمنع الفساد ومكافحته، إلا أن وزارة العدل نادراً ما تلاحق قضايا الفساد.

## قائمة الوزراء
- عبد الله محمد[3]-  (1979)، يشار إليه باسم وزير العدل والشؤون الإسلامية والنقل والسياحة والتجارة الخارجية.
- عبد الرحمن محمد[4]-  (1980-1982)، يشار إليه باسم وزير العدل والإعلام والصحة العامة والسكان.
- سعيد محمد سعيد تركي[5]-  (1983)، يشار إليه بوزير العدل والإعلام والصحة العامة والسكان.
- محمد مؤمن[6]-  (1984)، يشار إليه بوزير العدل المسؤول عن الوظائف العمومية والعمل وقوانين الشؤون الاجتماعية.
- علي حسن علي[7]-  (1985)، يشار إليه بوزير العدل والصحة.
- بن علي بكر[8]-  (1986-1990)، يشار إليه بوزير العدل والعلاقات العامة والتشغيل / وزير العدل والتشغيل والتكوين المهني والقوى العاملة،
- سعيد عثمان[9]-  (1991)، يشار إليه بوزير العدل والتشغيل والتكوين المهني،
- جمال الدين سليم[10]- (1992)، يشار إليه بوزير العدل والتشغيل.
- كابي روبالي[11]- (1993)، يشار إليه باسم وزير العدل والخدمة المدنية والتشغيل
- مولاي دا ابراهيم[12]- (1994).
- فاتح ساوند محمد[13]- (1995).
- صويلح حسني[14]-  (1996)، يشار إليه باسم وزير العدل والشؤون الإسلامية.
- علي بن علي[15]- (1997)، يشار إليه بوزير العدل والشؤون الإسلامية الداخلية.
- سعيد علي يوسف[16]- (1998)، يشار إليه باسم مفوض العدل.
- محمد عبده محمدي[17]- (1999)، يشار إليه باسم وزير العدل والوظائف العمومية والتشغيل والتدريب المهني واللامركزية الإدارية والإصلاحات الدستورية.
- ميليساني حمدية[18]- (2000)، يشار إليه بوزير العدل والشؤون الإسلامية.
- عبد البر يوسف[19]- (2001).
- يحيى بن محمد إلياس[20]-  (2001).
- رشيدي بن مسعودي[21]-  (2004-2006)، يشار إليه باسم وزير العدل والإعلام والشؤون الدينية وحقوق الإنسان والشؤون البرلمانية.
- مراد سعيد ابراهيم[22]-  (2007-2008).
- ممادي علي[23]-  (2007-2009).
- مفتاح علي بامبا[24]-  (2010).
- جعفر أحمد معينب[24]-  (2010-2011).
- أحمد انلياني[25][26]-  (2011-2013).
- عبدو حسيني[27]- (2013-2015)، يشار إليه باسم وزير العدل والخدمة المدنية والإصلاح الإداري وحقوق الإنسان والشؤون الإسلامية.
- محمد الحد عباس[28]- (2016).
- فهمي سعيد إبراهيم-  (2016-2017).
- موسى ماهوما[24]-  (2017- ).
- محمد حسين على جمال الليل-
- جاي أحمد شانفي-
- دجاي أحمدادا-